# Зелинский, Игорь Петрович
Игорь Петрович Зелинский (16 июля 1933, Первома́йск, Одесская область — 24 октября 2002, Одесса) — советский и украинский учёный, доктор геолого-минералогических наук, ректор Одесского государственного университета им. И. И. Мечникова (1987—1995). Член ряда академий, заслуженный деятель науки и техники Украины, лауреат Государственной премии Украины в области науки и техники.

## Биография
И. П. Зелинский родился 16 июля 1933 года в городе Первомайске Николаевской области, в семье военнослужащего.
Его отец П. П. Зелинский погиб, защищая Севастополь в 1942 г. Школьные годы И. П. Зелинского проходили поочерёдно то в Москве, то в Николаеве, где он переходил из класса в класс с похвальными грамотами. Мечта стать геологом родилась в 6-7 классе, когда любимой дисциплиной была география. Окончил школу в Николаеве в 1952 году с золотой медалью, в этом же году стал студентом первого курса геолого-географического факультета ОГУ имени И. И. Мечникова.
Дипломная работа была посвящена прогнозу преобразования оползневых склонов Каховского водохранилища.
В 1957 году с отличием заканчивает ОГУ и с августа того же года начинает производственную деятельность, которая продолжалась до января 1969 года — времени вступления в стационарную аспирантуру Московского государственного университета.
За это время (1957—1969 годы) Зелинский прошёл путь от участкового геолога до начальника управления. В мае 1970 года он защитил в МГУ кандидатскую диссертацию на тему «Инженерно-геологический анализ эффективности противооползневых сооружений г. Одессы», где был применены методы моделирования оползней и метод оценки устойчивости оползневых склонов.
Начиная с августа 1970 года, во время эпидемии холеры в Одессе, работал волонтёром в холерном госпитале. С сентября 1970 года начал работать в Одесском государственном университете, где прошёл путь от старшего преподавателя до профессора, заведующего кафедрой инженерной геологии и гидрогеологии. С 1972 года руковидитель аспирантуры и докторантуры, возглавлял советы по защите кандидатских и докторских диссертаций.
Докторскую диссертацию защитил в октябре 1980 года в МГУ по теме «Теория и методика моделирования оползней». Был деканом геолого-географического факультета ОГУ (1970—1979 годы), позже проректором по учебной (1979—1980 годы) и научной работе (1980—1985 годы).
В июня 1987 года был избран на должность ректора ОГУ. На годы его ректорства приходятся: в 1990 году — открытие физико-математического Ришельевского лицея; в 1991 году — слияние с университетом Института социальных наук; в 1992—1993 годах — создание[чего?] в структуре ОГУ на базе факультетов Юридического института и Института математики, экономики и механики (ИМЭМ) — впервые на Украине; в 1993 году на базе Министерства образования Украины и Академии инженерных наук Украины в университете был организован Институт физики горения. В 1990 году ОГУ стал участником Европейской и Евразийской ассоциаций университетов и прошёл международную аттестацию. В мае 1995 года Игорь Зелинский оставил должность ректора по состоянию здоровья.
В 1994 году И. П. Зелинский был избран академиком и вице-президентом Международной Академии наук Евразии, был действительным членом Академии инженерных наук, Экологической академии наук, Академии наук высшей школы Украины.
До 1997 года работал заведующим кафедрой инженерной геологии и гидрогеологии ОГУ, с 1997 года — профессор этой же кафедры, продолжал читать лекции студентам. С 1997 года он возглавлял научную секцию Одесского дома учёных.
Общественно-политическая деятельность И. П. Зелинского отмечена избранием его народным депутатом Верховного Совета СССР в 1988 году[уточнить], до 1991 года был членом Верховного Совета СССР и членом Президиума Верховного Совета СССР.
Лауреат Государственной премии Украины в области науки и техники 1996 года за работу «Закономерности деформации верхней части тектоносферы Земли, установленные теоретическими и экспериментальными методами» — в коллективе авторов.
Скончался в ночь на 24 октября 2002 года, похоронен на Втором христианском кладбище, где ему поставлен памятник.

## Научная деятельность
Основные направления научной работы учёного касаются геодинамики:
1. изучение геологических процессов
2. изучения оползней
3. проектирование и строительство противооползневых сооружений и изучения их эффективности
4. влияние геологической разнородности на структуру полей напряжения
5. разработка методов оценки устойчивости склонов и откосов
6. разработка теоретических основ и практики моделирования геодинамических процессов (метод електрогеодинамичних аналогий ЕГА)
7. изучение и математическое описание геодинамического потенциального поля Земли для задач инженерной геодинамики
8. разработка основ математической геологии

На базе разработанной им теории геодинамического поля сделан прогноз устойчивости оползневых склонов Одессы, припортового завода в Григорьевке, Ульяновске, Саратове, Вольске, Варне.
Был консультантом по строительству:
- противооползневых сооружений от Ланжерона до Аркадии,
- пешеходной дороги «трасса „Здоровье“»,
- Дворца спорта,
- подвесной канатной дороги в Отраде,
- моста через Военный спуск,
- прудов в дендропарке Победы.

Разрабатывал план укрепления одесских катакомб.
Создал одесскую школу гидрогеологии. Как педагог подготовил 15 кандидатов и 3 докторов наук. Читал курсы «Динамика подземных вод», «Механика грунтов», «Инженерно-геологические прогнозы и моделирование».

### Научные труды
- Зелинский И. П. Инженерно-геологические прогнозы и моделирование. — Киев: Вища школа, 1987. — 208 с.
- Зелинский И. П. Математические методы в задачах инженерной геологии. — Одесса: Весть, 1993. — 234 с.
- Зелинский И. П. Оползни северо-западного побережья Чёрного моря, их изучение и прогноз. — Киев: Наукова думка, 1993. — 226 с.
- Зелинский И. П. Геомеханика. — Одесса: Астропринт, 1998. — 255 с.

Автор около 150 научных работ, среди которых 5 учебников и учебных пособий, 7 монографий и более 130 статей.